# Diane Cummins

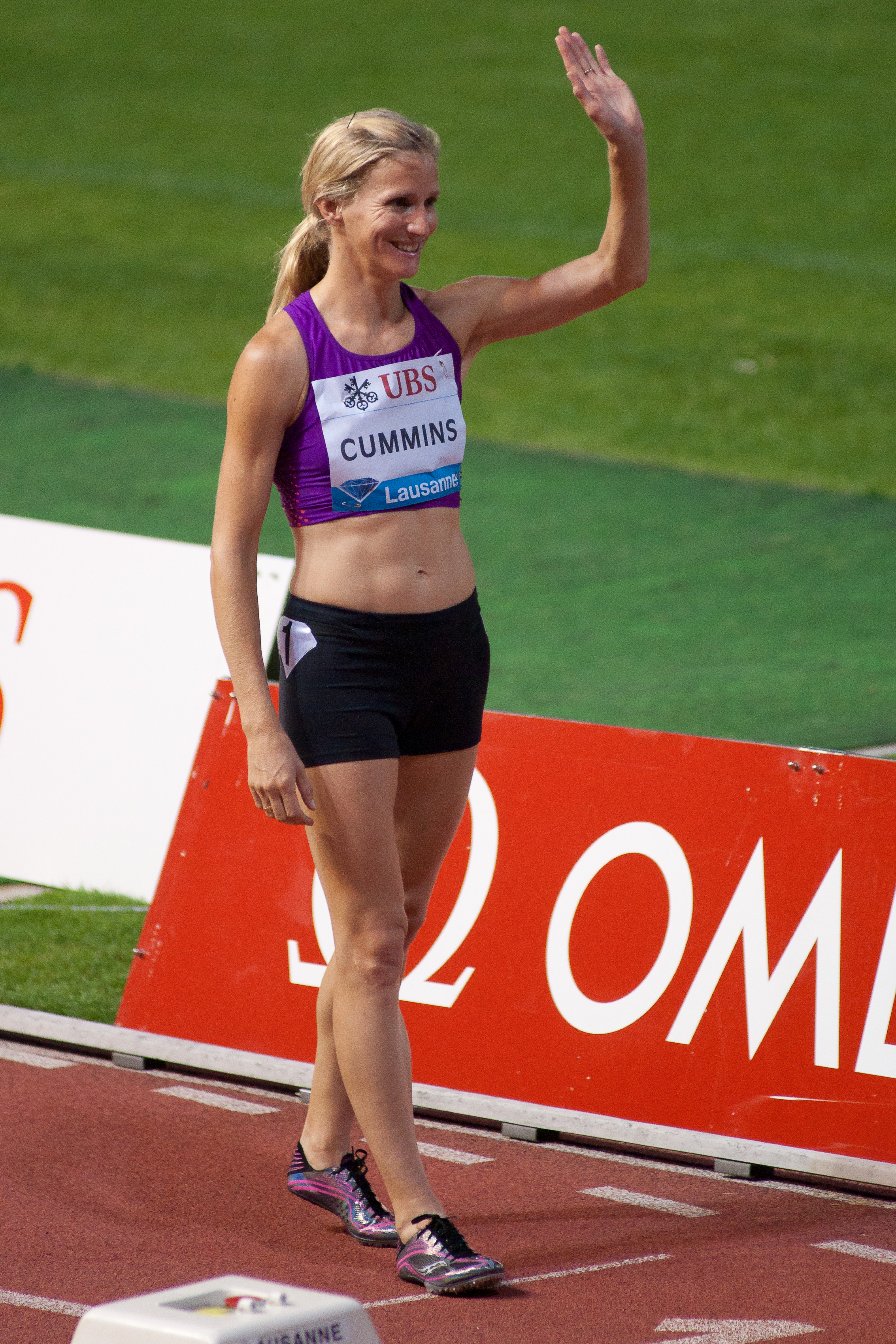
Diane Cummins, 2012

Diane Cummins (* 19. Januar 1974 in Pinetown, Südafrika) ist eine ehemalige kanadische Mittelstreckenläuferin, die sich auf die 800-Meter-Distanz spezialisiert hatte und wegen ihrer Sprintstärke auch in der 4-mal-400-Meter-Staffel eingesetzt wurde.
Bei den Commonwealth Games 1998 in Kuala Lumpur gewann sie mit der kanadischen 4-mal-400-Meter-Stafette Bronze, und bei den Panamerikanischen Spielen 1999 in Winnipeg wurde sie Fünfte über 800 Meter.
2001 siegte sie bei den Spielen der Frankophonie und wurde Fünfte bei den Weltmeisterschaften in Edmonton. Im Jahr darauf gewann sie bei den Commonwealth Games 2002 in Manchester Silber über 800 Meter und wurde Neunte über 1500 Meter. 2003 wurde sie Sechste bei den Weltmeisterschaften in Paris/Saint-Denis.
Bei den Olympischen Spielen 2004 in Athen und den Weltmeisterschaften 2005 in Helsinki erreichte sie das Halbfinale. 2006 wurde sie Fünfte bei den Commonwealth Games in Melbourne. Im darauffolgenden Jahr siegte sie bei den Panamerikanischen Spielen 2007 in Rio de Janeiro über 800 Meter und wurde mit der kanadischen 4-mal-400-Meter-Stafette Sechste. Bei den Weltmeisterschaften in Ōsaka schied sie im Halbfinale aus.
2010 holte sie bei den Commonwealth Games in Neu-Delhi Bronze.

## Persönliche Bestzeiten
- 400 m: 53,89 s, 8. Juli 2001, Rheinau-Freistett
- 800 m: 1:58,39 min, 2. September 2001, Rieti
  - Halle: 2:00,66 min, 28. Februar 2003, Karlsruhe
- 1000 m: 2:34,14 min, 30. August 2002, Brüssel
  - Halle: 2:38,24 min, 23. Februar 2003, Liévin
- 1500 m: 4:05,02 min, 24. August 2001, Brüssel
  - Halle: 4:19,09 min, 14. Februar 2010, Gent